# Нідерверресбах
Нідерверресбах (нім. Niederwörresbach) — громада в Німеччині, розташована в землі Рейнланд-Пфальц. Входить до складу району Біркенфельд. Складова частина об'єднання громад Геррштайн.
Площа — 9,35 км2. Населення становить 846 ос. (станом на 31 грудня 2020).

## Галерея

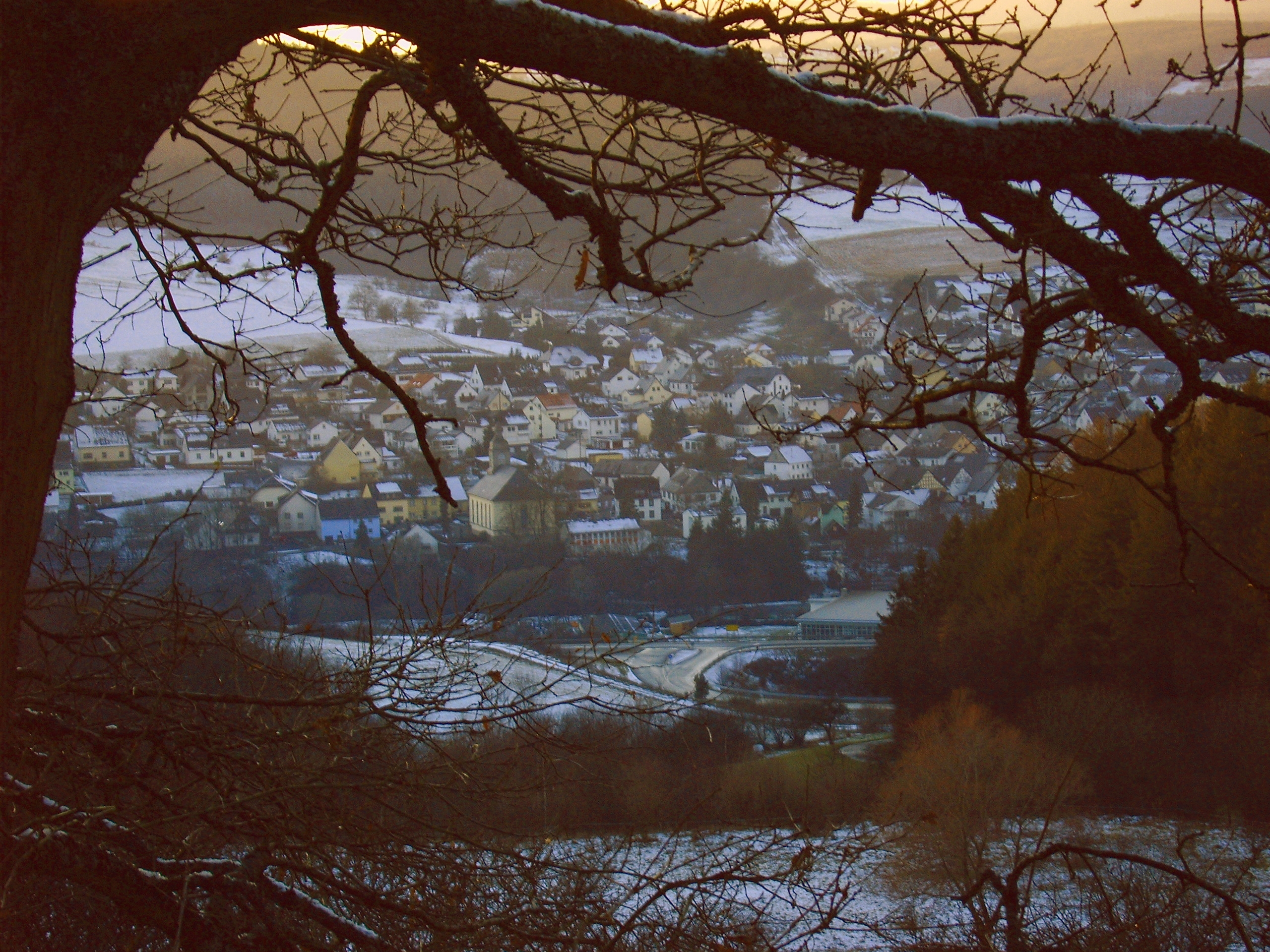
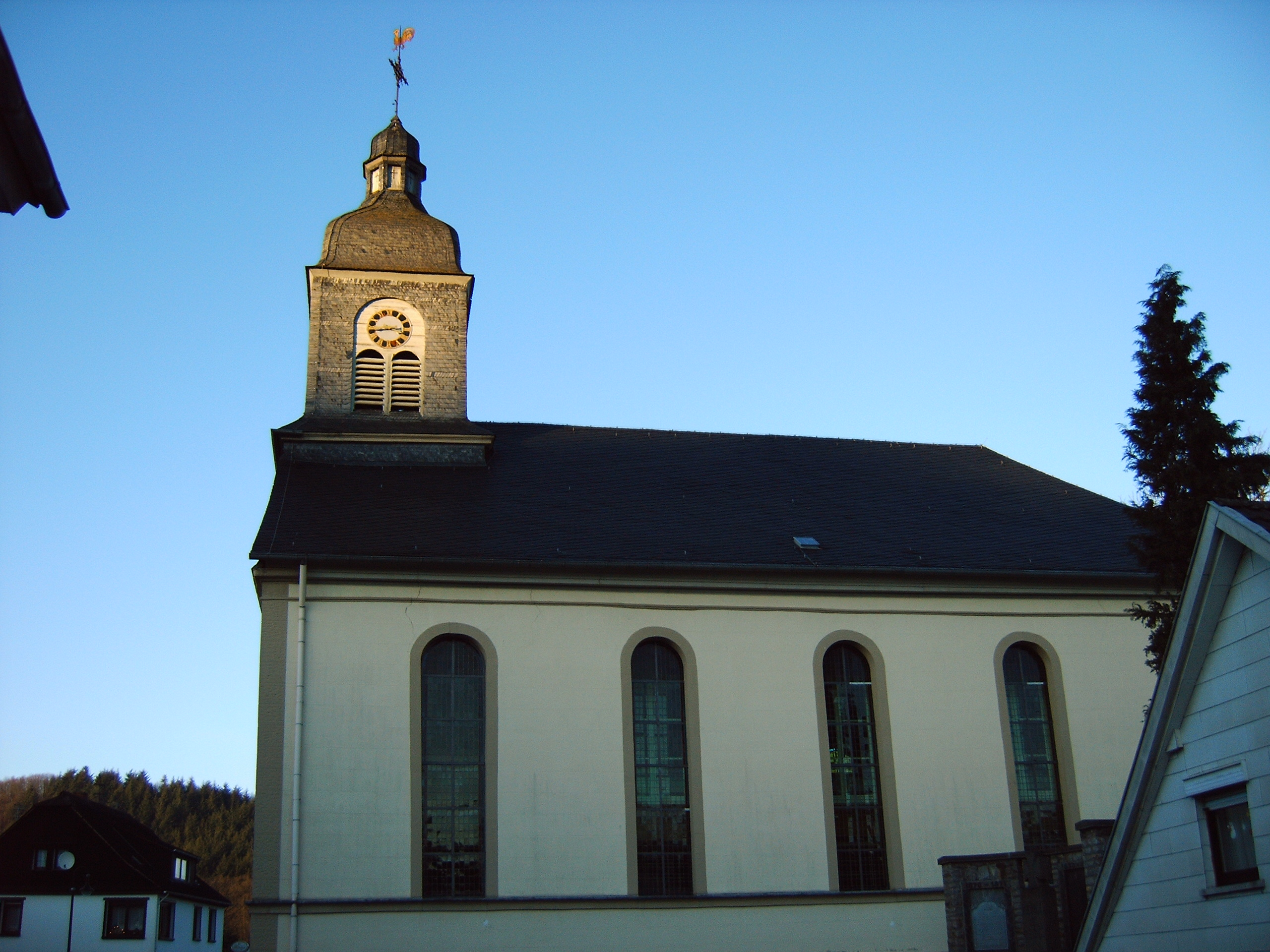
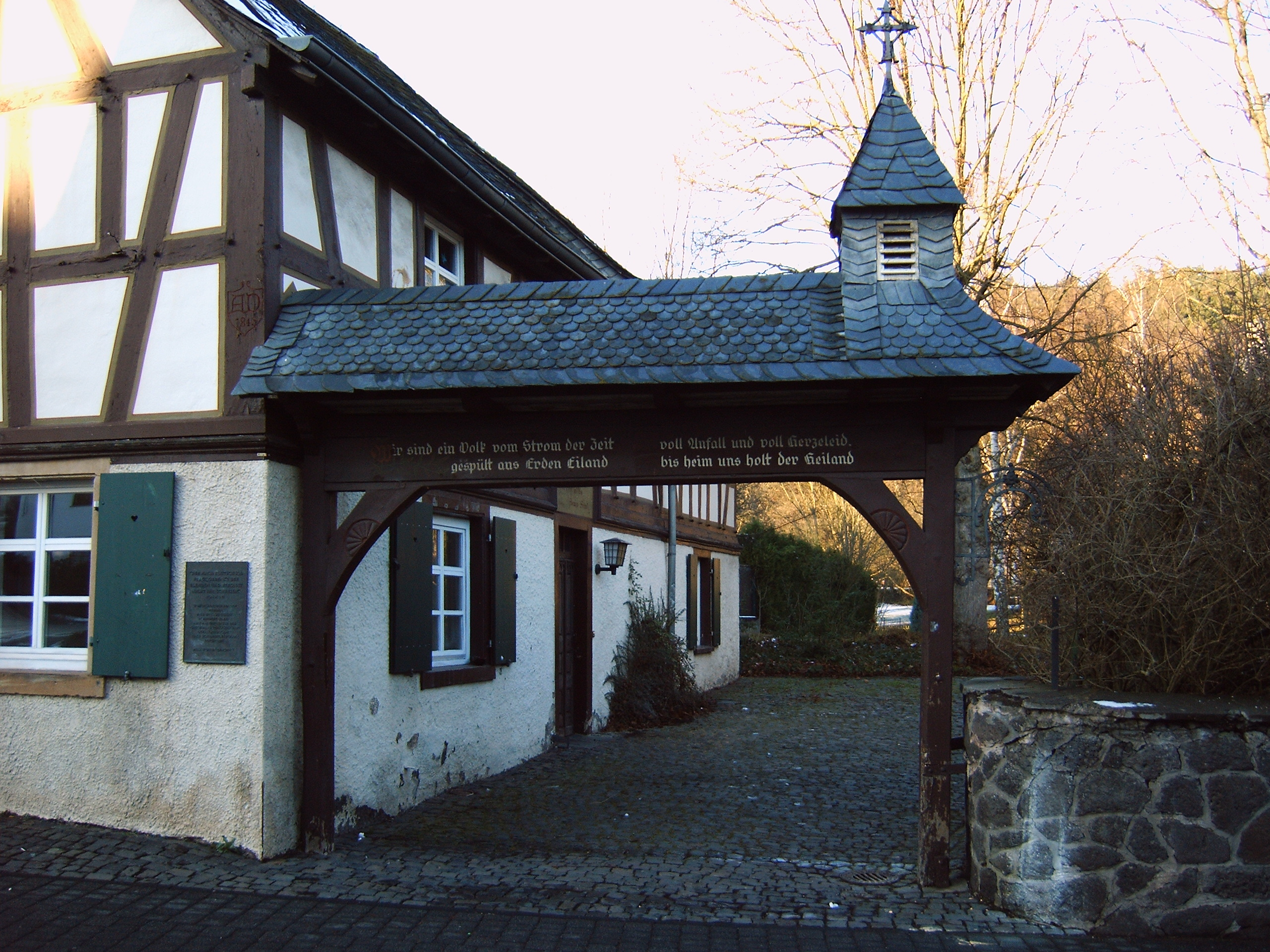
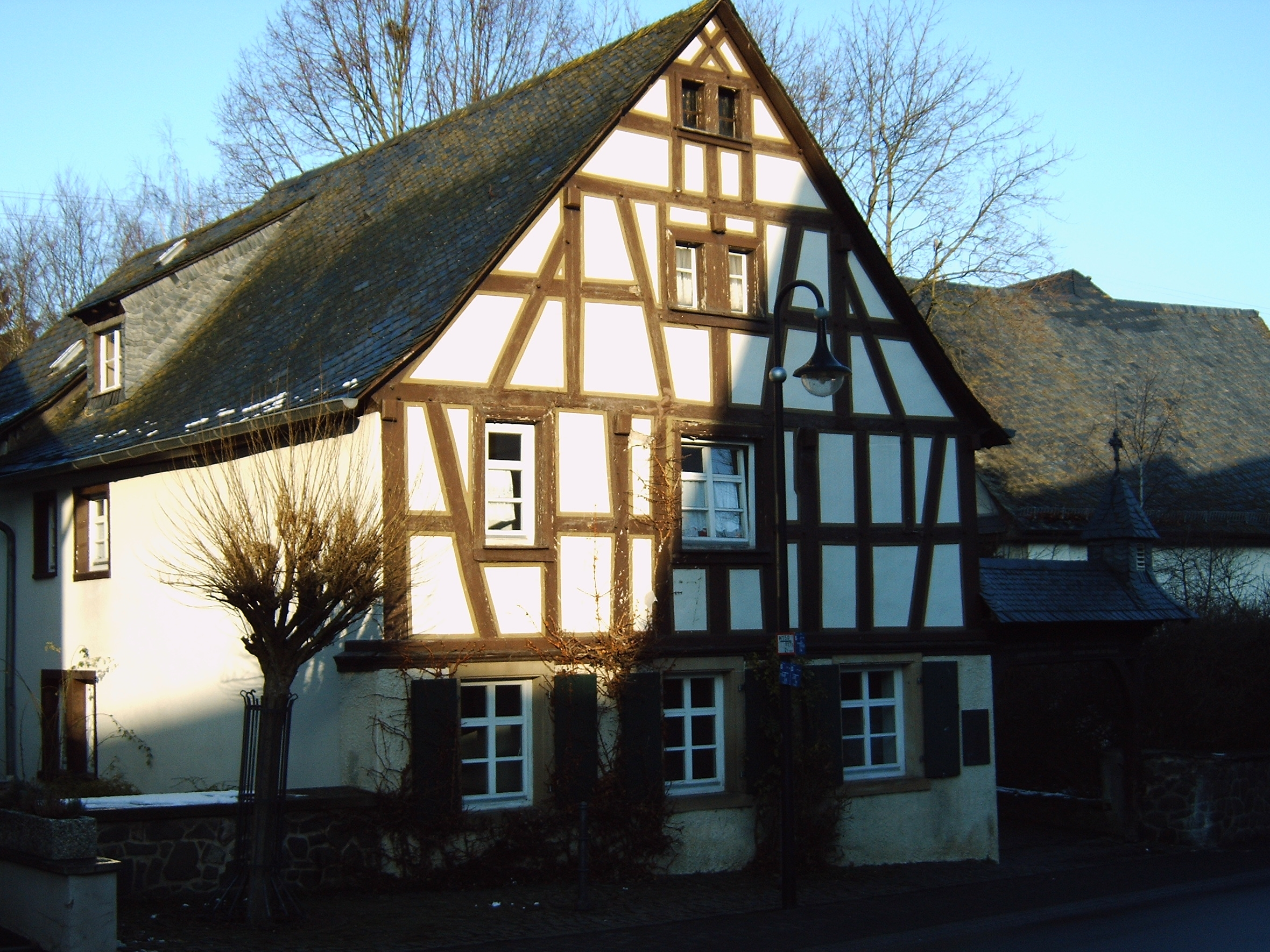
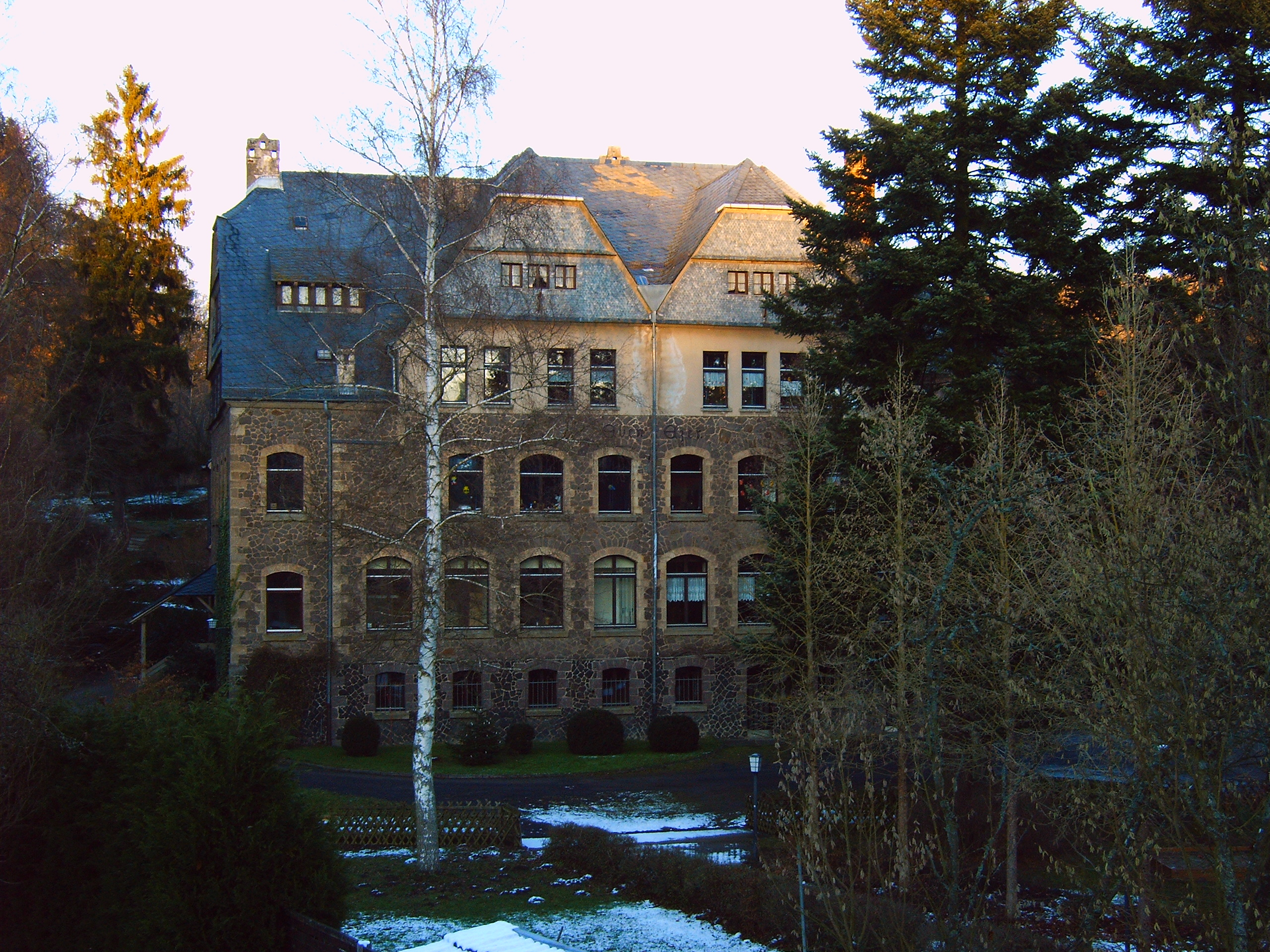
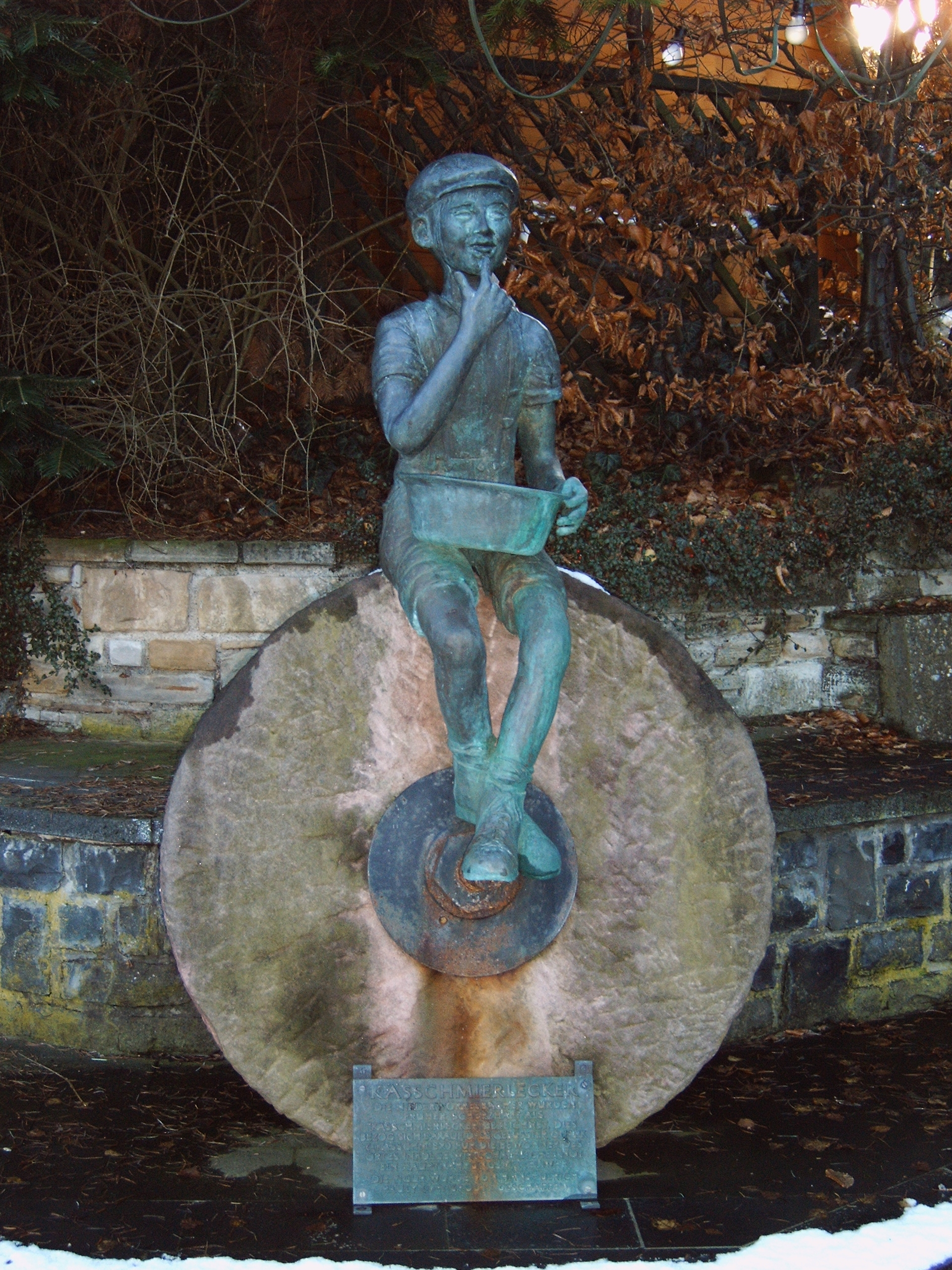
hochkant